# 1700年代
| 千纪： | 2千纪                                                                                            |
| 世纪： | 16世纪 \| 17世纪 \| 18世纪                                                                       |
| 年代： | 1670年代 \| 1680年代 \| 1690年代 \| 1700年代 \| 1710年代 \| 1720年代 \| 1730年代                 |
| 年份： | 1700年 \| 1701年 \| 1702年 \| 1703年 \| 1704年 \| 1705年 \| 1706年 \| 1707年 \| 1708年 \| 1709年 |

## 大事记
- 沙俄和瑞典大北方戰爭（1700年－1721年）
- 《1707年聯合法案》通過，英格蘭王國和蘇格蘭王國結合成為大不列顛王國。